# Alexandre Wetter
Alexandre Wetter (16 de diciembre de 1989) es un modelo y actor francés. Habitualmente, realiza desfiles tanto de moda masculina como femenina.

## Biografía
Wetter es originario del Departamento del Var, en el sur de Francia. Después de la enseñanza secundaria, estudió Contabilidad. Sin embargo, abandonó su tierra natal y se marchó a estudiar Bellas Artes en la Universidad de Toulouse. Posteriormente, se trasladó a París para trabajar como modelo.
En esta ciudad, comienza su carrera profesional de modelo, al tiempo que realiza distintos trabajos de publicidad y algunos papeles secundarios en películas y series. En el año 2016 consigue desfilar para el diseñador de moda Jean-Paul Gaultier, en la Semana de la Moda de París.
En el año 2019 obtiene su primer papel de protagonista en la película Miss, del director franco-portugués Ruben Alves, dando vida a un joven que sueña desde niño con ser Miss Francia. Por su interpretación gana el premio al mejor actor debutante en el Festival de Cine de Cabourg 2020

## Filmografía (parcial)
- Rouge Sang  (2014)
- Versalles (2016)
- Embrasse-moi !   (2017)
- The Marvelous Mrs Maisel  (2018)
- Miss  (2020)